# Thomas Springstein
Thomas Springstein (* 7. April 1958 in Leipzig) ist ein deutscher Leichtathletiktrainer.

## Leben
Er absolvierte ein Studium an der DHfK und wurde 1984 Trainer beim SC Neubrandenburg.
Bis Anfang Mai 1991 war Springstein mehrere Monate als Bundestrainer im Bereich Sprint im Amt. Er war des Weiteren Stützpunkttrainer in Neubrandenburg.
Bekannt geworden ist er als Trainer der Sprintweltmeisterin Katrin Krabbe und der 400-Meter-Europameisterin Grit Breuer bzw. durch seine Verwicklung in die Dopingaffäre der beiden Sportlerinnen. Beide Läuferinnen wurden 1992 der Einnahme von Clenbuterol überführt und wegen Medikamentenmissbrauchs langjährig gesperrt.
Springstein entzog sich damals der Sportgerichtsbarkeit, indem er aus seinem Verein SC Neubrandenburg austrat. Später war er Trainer beim Schweriner SC, dem LT 85 Hannover und dem SC Magdeburg.
Nach ihrer dreijährigen Sperre kehrte Grit Breuer in den Leistungssport zurück und wurde weiter von Springstein, der inzwischen auch privat mit Breuer liiert war, trainiert.
Wegen ihrer Erfolge bekam Springstein trotz verbandsinterner Widerstände vom Deutschen Leichtathletik-Verband einen Honorarvertrag. In Magdeburg gehörten zu Springsteins Trainingsgruppe unter anderem Ulrike Urbansky, Nils Schumann, Ivonne Teichmann, Stephan Vuckovic und Anja Dittmer.
Aufgrund des Verstoßes gegen das Arzneimittelgesetz sowie der Weitergabe von Dopingmitteln an Minderjährige in einem besonders schweren Fall wurde Springstein 2006 vom Amtsgericht Magdeburg zu einer 16-monatigen Freiheitsstrafe auf Bewährung verurteilt.
Bei diesem Prozess sagte Anne-Kathrin Elbe gegen ihn aus. Während des Verfahrens kamen E-Mails ans Licht, in denen er sich nach dem Gen-Dopingmittel Repoxygen erkundigte.
Am 20. November 2006 wurde aufgrund von Informationen aus dem Verfahren gegen den Leichtathletiktrainer Thomas Springstein unter anderem gegen Grit Breuer ein Ermittlungsverfahren wegen des Verdachts eines Verstoßes gegen die Anti-Doping-Bestimmungen eingeleitet.
Sämtliche aus den Unterlagen des Springstein-Falls resultierenden Ermittlungen wurden jedoch ohne Ergebnis eingestellt. Im Falle Grit Breuers wurde aufgrund ihres Verbandsaustrittes auf eine vorläufige Einstellung entschieden, wobei im Falle einer erneuten Sportausübung das Verfahren fortzusetzen sei.
Danach wurde Springstein Personal Trainer.
2008 trainierte er jugendliche litauische Sprinter in Südafrika.

## Auszeichnungen
- Deutschlands Leichtathletiktrainer des Jahres, 2002[13]